# Carole Lombard
Pour les articles homonymes, voir Lombard.
Carole Lombard, née Jane Alice Peters le 6 octobre 1908 à Fort Wayne, dans l'Indiana, aux États-Unis, et morte le 16 janvier 1942 dans le comté de Clark, aux États-Unis, est une actrice américaine de la première moitié du XXe siècle. Elle est surtout connue pour ses rôles dans des comédies des années 1930 devenues des classiques. Elle commence sa carrière à la fin des années 1920 dans la troupe des Bathing Beauties de Mack Sennett. Mariée à l'acteur Clark Gable, elle meurt dans un accident d'avion.

## Biographie

### Ascendance et enfance
Carole Lombard est la troisième enfant de Frederick C. Peters et d'Elizabeth Knight Peters. Son grand-père paternel, John Claus Peters, était le fils d'immigrants allemands, Claus Peters et Caroline Catherine Eberlin. Une branche éloignée de sa famille maternelle venait d'Angleterre ; ses ancêtres John et Martha Cheney émigrèrent en Amérique du Nord en 1634.
Plus jeune d'une fratrie de trois enfants, elle passa sa prime enfance dans une grande demeure au 704 Rockhill Street à Fort Wayne (Indiana). Ses parents divorcèrent et la mère emmena ses trois enfants à Los Angeles en 1914, où Carole Lombard étudiera plus tard à la Fairfax High School (en). Elle fut élue « reine de Mai » en 1924. Elle quitta l'école pour devenir actrice à plein temps après avoir été diplômée de Fairfax en 1927.

### Carrière

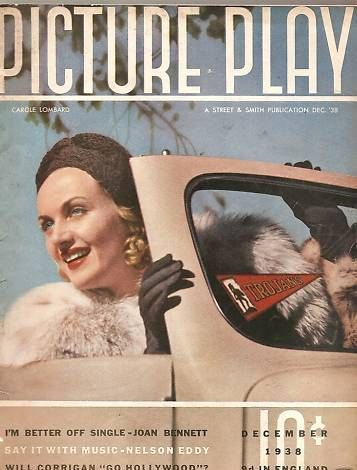
Carole Lombard en 1938

Lombard fit ses débuts à douze ans après avoir été remarquée dans la rue jouant au baseball par le réalisateur Allan Dwan ; il lui donne un rôle de garçon manqué dans A Perfect Crime (1921). Dans les années 1920, elle apparaît dans de petites productions sous le nom de Jane Peters, puis de Carole Lombard. En 1925, elle signe un contrat avec la Fox Film Corporation (qui fusionna avec la Twentieth Century Productions de Darryl F. Zanuck en 1935). Elle travailla également pour Mack Sennett pendant un an en 1927, elle a été une de ses Bathing Beauties, et tourne treize courts métrages pour Pathé. Elle devint célèbre et évolua sans heurt vers le cinéma parlant avec High Voltage (1929). En 1930, elle rejoint la Paramount Pictures.

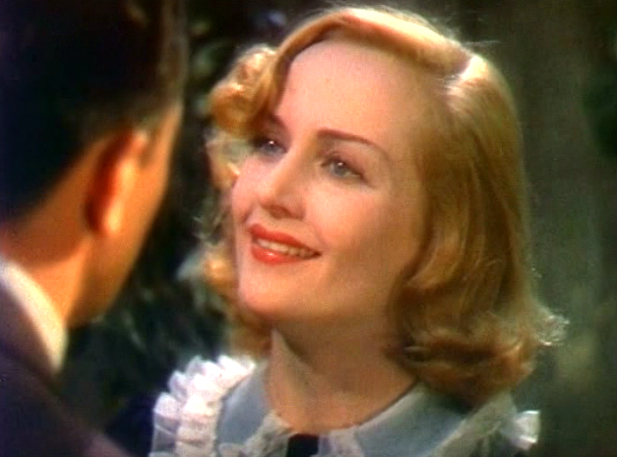
La Joyeuse Suicidée (1937)

Lombard devient une des plus grandes actrices de comédies de Hollywood dans les années 1930. En 1932, elle tourne Un mauvais garçon qui marquera sa rencontre avec Clark Gable, son futur second époux, dans leur unique film ensemble. On lui proposa le rôle d'Ellie Andrews dans New York-Miami (It Happened One Night) (1934), mais les dates de tournage chevauchaient celles de Bolero ce qui la contraint à refuser.
Bien qu’elle sache user de son charme, c’est une comédienne naturelle, qui n'a pas peur de paraître idiote pour faire rire. Sa vivacité et son humour vont s’affirmer pleinement dans des comédies comme Twentieth Century (1934) réalisé par Howard Hawks, Mon homme Godfrey (1936) réalisé par Gregory La Cava, et La Joyeuse Suicidée (Nothing Sacred) (1937) réalisé par William A. Wellman, elle reçoit les louanges des critiques et est décrite comme l'une des pièces maîtresses de la screwball comedy. Cependant, elle joue plusieurs rôles dramatiques notamment dans L'Autre avec Cary Grant ou dans Vigil in the Night, interprétant l'infirmière Anne Lee face à Brian Aherne. Produit par David O. Selznick, La Joyeuse Suicidée sera son seul film en Technicolor.

### Vie privée
En octobre 1930, elle rencontre William Powell, qu'elle épouse le 26 juin 1931. Carole Lombard déclare aux magazines qu'elle ne voit pas leurs seize années de différence d'âge comme un problème, mais leurs amis les sentent mal assortis, du fait de la personnalité extravertie de Lombard qui contraste avec la réserve de Powell. Ils divorcent en 1933, mais restent en bons termes et travaillent ensemble sans amertume, notamment dans Mon homme Godfrey. Elle fréquenta alors le crooner Russ Columbo (en) jusqu'à sa mort accidentelle survenue en 1934.
Carole Lombard commence une liaison avec Clark Gable au milieu des années 1930. Leur relation devait rester secrète car celui-ci était encore marié à sa deuxième femme, Ria. Finalement, après le divorce prononcé le 7 mars 1939, Gable et Lombard se marient le 29 mars. Ils s'offrent un ranch, ancienne propriété du réalisateur Raoul Walsh, dans la Vallée de San Fernando, Californie, où, se surnommant « Ma » et « Pa », ils vivent heureux. Pour tous ceux qui ont connu Gable, elle était la femme de sa vie.
Hors-écran, elle est très appréciée pour sa personnalité humble et son sens de l'humour légendaire. Elle aime faire des facéties durant les tournages, et plaisante notamment à propos de Gable (surnommé le « King of Hollywood »), « If his pee-pee was one inch shorter, they'd be calling him the Queen of Hollywood ».
Carole Lombard appartint à la seconde génération baha'ie qui la déclara formellement membre en 1938.

### Mort

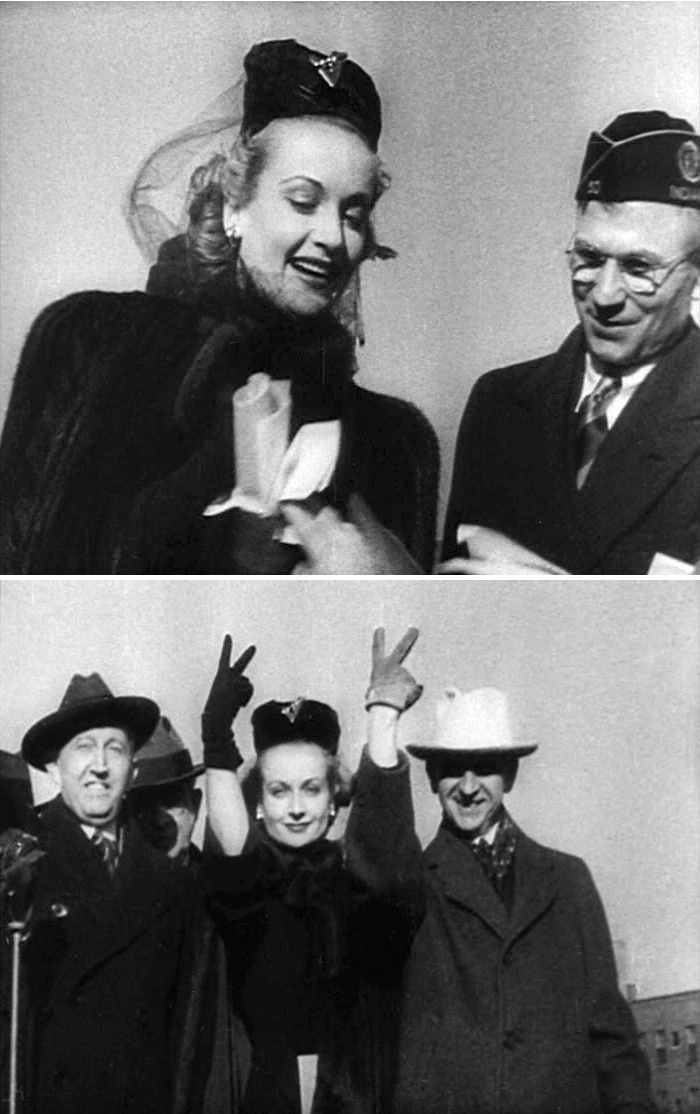
Carole Lombard à Indianapolis le 15 janvier 1942, peu avant sa mort.

Au moment de l'entrée en guerre des États-Unis, fin 1941, Carole Lombard rejoint son Indiana natal pour un événement d'appel au soutien à l'effort de guerre. À quatre heures du matin (heure locale) du vendredi 16 janvier 1942, elle et sa mère embarquent à bord d'un avion DC-3 de la Trans World Airlines pour leur retour en Californie. Après une escale de ravitaillement à Las Vegas, le vol reprend dans la nuit claire. Cependant, des balises sont éteintes à cause de la guerre, et l'avion dévie. Vingt-trois minutes plus tard, l'avion s'écrase sur le « Double Up Peak » près du sommet du Mont Potosi (en), au sud-ouest de Las Vegas. Les vingt-deux passagers trouvent la mort. La plaque commémorative, qui marquait l'endroit de l'accident, a été volée en 2007.
Juste avant de monter à bord, Carole s'adresse à ses admirateurs en ces termes : « Avant que je ne vous dise au revoir à tous, venez vous joindre à moi ! V pour Victoire ! ». Le président Franklin D. Roosevelt, admiratif de son patriotisme, la déclare première femme tuée dans l'exercice de ses fonctions en temps de guerre et lui attribue à titre posthume la médaille présidentielle de la Liberté.
Peu après la mort de l'actrice à trente-trois ans, Clark Gable, inconsolable et anéanti par sa perte, rejoint l'United States Army Air Forces et sert dans l'armée de l'air en Europe. Le navire Liberty ship SS Lombard est ainsi nommé en son hommage et Gable assiste à son inauguration le 15 janvier 1944.
Le dernier film de Carole Lombard, To Be or Not to Be, réalisé par Ernst Lubitsch en 1942, où elle joue aux côtés de Jack Benny, est une satire du nazisme et de la Seconde Guerre mondiale. Alors que le film est en post-production au moment de sa mort, les producteurs décident de couper la séquence dans laquelle son personnage s'interroge : « Que peut-il arriver dans un avion ? », jugé de mauvais goût après les circonstances de sa mort. Un incident de montage similaire survient à la re-sortie d'un dessin animé de la Warner Bros, A Wild Hare (1940) : le nom de Lombard est mentionné dans un jeu de Devine qui entre Bugs Bunny et Elmer Fudd, mais c'est le nom de Barbara Stanwyck qui sera cité dès lors.
Le 18 janvier 1942, Jack Benny ne fait pas son émission de radio habituelle, à la fois par respect pour l'actrice et chagrin pour sa mort. Il ne programme que de la musique.
Lombard est enterrée au Forest Lawn Memorial Park Cemetery à Glendale. Le nom gravé sur la crypte est « Carole Lombard Gable ». Malgré son remariage, Clark Gable a été enterré à ses côtés à sa mort en 1960. Sa mère, Elizabeth Peters, qui périt aussi dans l'accident d'avion, repose non loin.

## Filmographie

### Films muets
- 1921 : Le Crime parfait (A Perfect Crime) d'Allan Dwan : la sœur de Griggs
- 1924 : Gold Heels (en) de W. S. Van Dyke : Bit
- 1925 : Dick Turpin de John G. Blystone : Crowd Extra
- 1925 : La Merveilleuse Aventure (Marriage in Transit) de Roy William Neill : Celia Hathaway
- 1925 : Gold and the Girl d'Edmund Mortimer
- 1925 : Le Hors-la-loi (Hearts and Spurs) de W. S. Van Dyke : Sybil Estabrook
- 1925 : Le Réprouvé (Durand of the Bad Lands) de Lynn Reynolds : Ellen Boyd
- 1925 : Quand on a vingt ans (The Plastic Age) de Wesley Ruggles : Co-ed
- 1926 : L'Ombre qui descend (The Road to Glory) d'Howard Hawks
- 1926 : La Chevauchée de la mort (The Johnstown Flood) d'Irving Cummings : une des quatre amies de Gloria
- 1927 : Le Brigadier Gérard (The Fighting Eagle) de Donald Crisp
- 1927 : Smith's Pony d'Alfred J. Goulding et Raymond McKee (court-métrage)
- 1927 : Billy chercheur d'or (Gold Digger of Weepah) de Harry Edwards : Extra (court-métrage)
- 1927 : My Best Girl de Sam Taylor : Flirty Blonde Salesgirl
- 1927 : The Girl from Everywhere d'Edward F. Cline (moyen-métrage)
- 1928 : Cours, ma fille (Run, Girl, Run) d'Alfred J. Goulding : Norma Nurmi (court-métrage)
- 1928 : The Beach Club de Harry Edwards (court-métrage)
- 1928 : Smith's Army Life de Donald Crisp (court-métrage)
- 1928 : Le meilleur gagne (The Best Man) de Donald Crisp (court-métrage)
- 1928 : A l'eau princesse (The Swim Princess) d'Alfred J. Goulding : la star qui nage (court-métrage)
- 1928 : The Bicycle Flirt de Harry Edwards (court-métrage)
- 1928 : The Divine Sinner de Scott Pembroke : Millie Claudert
- 1928 : The Girl from Nowhere de Harry Edwards (court-métrage)
- 1928 : His Unlucky Night de Harry Edwards (court-métrage)
- 1928 : Smith's Restaurant de Phil Whitman (court-métrage)
- 1928 : The Campus Carmen d'Alfred J. Goulding (court-métrage)
- 1928 : Power de Howard Higgin : Une autre dame
- 1928 : Motorboat Mamas de Harry Edwards (court-métrage)
- 1928 : Me, Gangster de Raoul Walsh : Blonde Rosie
- 1928 : Show Folks de Paul L. Stein : Cleo
- 1928 : Hubby's Weekend Trip de Harry Edwards (court-métrage)
- 1928 : The Campus Vamp de Harry Edwards : Carole (court-métrage)
- 1928 : La Cave sanglante (Ned McCobb's Daughter) de William J. Cowen : Jennie
- 1929 : Matchmaking Mamma de Harry Edwards : Phyllis (court-métrage)
- 1929 : Don't Get Jealous de Phil Whitman (court-métrage)

### Films parlants
- 1929 : High Voltage d'Howard Higgin : Billie Davis
- 1929 : Big News de Gregory La Cava : Margaret Banks
- 1929 : The Racketeer d'Howard Higgin : Rhoda Philbrooke
- 1929 : Dynamite de Cecil B. DeMille
- 1930 : Le Tigre de l'Arizona (The Arizona Kid) d'Alfred Santell : Virginia Hoyt
- 1930 : Safety in Numbers de Victor Schertzinger : Pauline, avec Buddy Rogers
- 1930 : Fast and Loose de Fred C. Newmeyer : Alice O'Neill
- 1931 : It Pays to Advertise de Frank Tuttle : Mary Grayson, avec Norman Foster
- 1931 : Man of the World de Richard Wallace : Mary Kendall, avec William Powell
- 1931 : Ladies' Man de Lothar Mendes : Rachel Fendley, avec William Powell
- 1931 : Up Pops the Devil d'A. Edward Sutherland : Anne Merrick, avec Norman Foster
- 1931 : I Take This Woman de Marion Gering : Kay Dowling, avec Gary Cooper
- 1932 : No One Man de Lloyd Corrigan : Penelope Newbold, avec Paul Lukas
- 1932 : Sinners in the Sun d'Alexander Hall : Doris Blake, avec Chester Morris
- 1932 : Jeune fille à marier (en) (Virtue) d'Edward Buzzell : Mae, avec Pat O'Brien
- 1932 : Richesse perdue (No More Orchids) de Walter Lang : Annie Holt, avec Lyle Talbot
- 1932 : Un mauvais garçon (No Man of Her Own) de Wesley Ruggles : Connie Randall, avec Clark Gable
- 1933 : From Hell to Heaven d'Erle C. Kenton : Colly Tanner, avec David Manners
- 1933 : Supernatural de Victor Halperin : Roma Courtney, avec Randolph Scott
- 1933 : L'Aigle et le Vautour (The Eagle and the Hawk) de Stuart Walker : la belle Lady, avec Cary Grant
- 1933 : Brief Moment de David Burton : Abby Fane, avec Gene Raymond
- 1933 : Le Fou des îles (White Woman) de Stuart Walker : Judith Denning, avec Charles Laughton
- 1934 : Bolero de Wesley Ruggles : Helen Hathaway, avec George Raft
- 1934 : We're Not Dressing de Norman Taurog : Doris Worthington, avec Bing Crosby
- 1934 : Train de luxe (Twentieth Century) d'Howard Hawks : Lily Garland, avec John Barrymore
- 1934 : C'est pour toujours (Now and Forever) d'Henry Hathaway : Toni Carstairs Day, avec Gary Cooper
- 1934 : La Danseuse à l'éventail (en) (Lady by Choice) de David Burton : Alabam Lee
- 1934 : La Joyeuse Fiancée (The Gay Bride) de Jack Conway : Mary Magiz, avec Chester Morris
- 1935 : La Dernière Rumba (Rumba) de Marion Gering : Diana Harrison, avec George Raft
- 1935 : Jeux de mains (Hands Across the Table) de Mitchell Leisen : Regi Allen, avec Fred MacMurray
- 1936 : Ce que femme veut (Love Before Breakfast) de Walter Lang : Kay Colby, avec Preston Foster
- 1936 : Une princesse à bord (The Princess Comes Across) de William K. Howard : Wanda Nash / Princesse Olga, avec Fred MacMurray
- 1936 : Mon homme Godfrey (My Man Godfrey) de Gregory La Cava : Irene Bullock, avec William Powell
- 1937 : Trompette Blues (Swing High, Swing Low) de Mitchell Leisen : Marguerite King, avec Fred MacMurray
- 1937 : La Joyeuse Suicidée  (Nothing Sacred) de William A. Wellman : Hazel Flagg, avec Fredric March
- 1937 : La Folle Confession (True Confession) de Wesley Ruggles : Helen Bartlett, avec Fred MacMurray
- 1938 : La Peur du scandale (Fools for Scandal) de Mervyn LeRoy et Bobby Connolly : Kay Winters / Kay Summers, avec Fernand Gravey
- 1939 : Le Lien sacré (Made for Each Other) de John Cromwell : Jane Mason, avec James Stewart
- 1939 : L'Autre (In Name Only) de John Cromwell : Julie Eden, avec Cary Grant
- 1940 : L'Angoisse d'une nuit (Vigil in the Night), de George Stevens : Anne Lee
- 1940 : Drôle de mariage (They Knew What They Wanted) de Garson Kanin : Amy Peters, avec Charles Laughton
- 1941 : Joies matrimoniales (Mr. & Mrs. Smith) de Alfred Hitchcock : Ann, avec Robert Montgomery
- 1942 : To Be or Not to Be d'Ernst Lubitsch : Maria Tura, avec Robert Stack

## Distinctions et récompenses
- 1999, l'American Film Institute classe Carole Lombard 23e sur sa liste des 50 plus grandes actrices du cinéma américain.
- 1937 : nomination à l'Oscar de la meilleure actrice pour Mon homme Godfrey[10].
- 1960 : cérémonie d'inscription de son étoile sur le Hollywood Walk of Fame, au 6930 Hollywood Blvd[11].

La maison de son enfance à Fort Wayne a été classée d'importance historique. La ville attribua le nom de « Carole Lombard Memorial Bridge » au pont voisin surplombant le fleuve St. Mary.

#### En anglais
- (en) Warren G. Harris, Gable and Lombard, New York, Simon and Schuster, 1974 (ISBN 0-671-21744-5).
- (en) Larry Swindell, Screwball : the life of Carole Lombard, New York, Morrow, 1975 (ISBN 0-688-00287-0)
- (en) Frederick W. Ott, The films of Carole Lombard, Secaucus, N.J, Citadel Press, 1972 (ISBN 0-8065-0278-9)
- (en) Leonard Maltin, Carole Lombard, New York, Pyramid Publications, 1976 (ISBN 0-515-04085-1)
- (en) Robert Matzen, Carole Lombard : a bio-bibliography, New York, Greenwood Press, 1988, 167 p. (ISBN 0-313-26286-1)
- (en) Wes D. Gehring, Carole Lombard, the Hoosier tornado, Indianapolis, Indiana Historical Society Press, 2003 (ISBN 0-87195-167-3)

#### En français
- Vincent Duluc, Carole & Clark, Paris, Stock, 2021, 236 p., coll. La bleue